# Сариозецький сільський округ (Кербулацький район)
Сариозе́цький сільський округ (каз. Сарыөзек ауылдық округі, рос. Сарыозекский сельский округ) — адміністративна одиниця у складі Кербулацького району Жетисуської області Казахстану. Адміністративний центр — село Сариозек.
Населення — 15419 осіб (2021; 12486 у 2009, 12391 у 1999, 14744 у 1989).
Станом на 1989 рік існувала Сариозецька селищна рада (смт Сариозек, селища ДОС, Койкириккан, Майтобе). До 2013 року округ мав статус селищної адміністрації.

## Склад
До складу адміністрації входять такі населені пункти:
| Населений пункт               | Населення, осіб (1989) | Населення, осіб (1999) | Населення, осіб (2009) | Населення, осіб (2021) |
| ----------------------------- | ---------------------- | ---------------------- | ---------------------- | ---------------------- |
| Дос, станційне селище         | 93                     | 69                     | 139                    | 37                     |
| Койкириккан, станційне селище | 41                     | 55                     | 29                     | 7                      |
| Майтобе, станційне селище     | 23                     | 31                     | 27                     | 16                     |
| Сариозек, село                | 14587                  | 12236                  | 12291                  | 15359                  |